# شافي (اسم)
شافي هو اسم علم مذكر من أصل عربي، ومعناه هو المبرئ من الأمراض الدواء الشافي الناجع.

## شخصيات تحمل الاسم
- شافي (18 فبراير 1968 – )
- شافي أحمد (26 يناير 1969 – )
- شافي الحارثي (ممثل سعودي، 26 أكتوبر 1977 – )
- شافي الدوسري (لاعب كرة قدم سعودي، 1 فبراير 1990 – )
- شافي انمدار (ممثل هندي، 23 أكتوبر 1945 – 13 مارس 1996)
- شافي توريس (لاعب كرة قدم إسباني، 21 نوفمبر 1986[3] – )
- شافي هادي (موسيقي أمريكي، 21 سبتمبر 1929[4] – )

## وصلات خارجية
- موسوعة السلطان قابوس لأسماء العرب نسخة محفوظة 5 أبريل 2019 على موقع واي باك مشين.